# Utah Flash 2008-2009
La stagione 2008-09 degli Utah Flash fu la 2ª nella NBA D-League per la franchigia.
Gli Utah Flash vinsero la Western Division con un record di 32-18, battendo, nei play-offs, prima i Bakersfield Jam, poi i Dakota Wizards, per poi perdere le finali contro i Colorado 14ers.

## Roster
| N° | Naz.                   | Ruolo | Sportivo          | Anno | Alt. | Peso |
| -- | ---------------------- | ----- | ----------------- | ---- | ---- | ---- |
| 0  | Stati Uniti (bandiera) | C     | James Lang        | 1983 | 208  | 129  |
| 7  | Stati Uniti (bandiera) | P     | Ryan Diggs        | 1983 | 188  | 77   |
| 7  | Stati Uniti (bandiera) | G     | Kevin Kruger      | 1983 | 188  | 84   |
| 11 | Stati Uniti (bandiera) | G     | Dontell Jefferson | 1983 | 196  | 86   |
| 12 | Stati Uniti (bandiera) | G     | Andre Ingram      | 1985 | 191  | 86   |
| 15 | Stati Uniti (bandiera) | G     | J.R. Giddens      | 1985 | 196  | 98   |
| 21 | Stati Uniti (bandiera) | A     | Ronald Dupree     | 1981 | 201  | 95   |
| 23 | Stati Uniti (bandiera) | G     | Eddie Ard         | 1985 | 196  | 88   |
| 24 | Stati Uniti (bandiera) | G     | Morris Almond     | 1985 | 198  | 102  |
| 24 | Stati Uniti (bandiera) | A     | Bill Walker       | 1987 | 198  | 100  |
| 32 | Stati Uniti (bandiera) | A     | Brian Jackson     | 1980 | 206  | 111  |
| 33 | Stati Uniti (bandiera) | A     | Gavin Grant       | 1985 | 201  | 100  |
| 34 | Bahamas (bandiera)     | A     | Bennet Davis      | 1984 | 203  | 100  |
| 41 | Grecia (bandiera)      | C     | Kosta Koufos      | 1989 | 213  | 120  |
| 42 | Stati Uniti (bandiera) | A     | Steve Newman      | 1984 | 206  | 104  |
| 44 | Ucraina (bandiera)     | C     | Kyrylo Fesenko    | 1986 | 216  | 131  |
| 99 | Stati Uniti (bandiera) | A     | Carlos Wheeler    | 1978 | 201  | 100  |
|    | Stati Uniti (bandiera) | G     | John Barber       | 1985 | 198  | 93   |

## Staff tecnico
- Allenatore: Brad Jones
- Vice-allenatori: Dale Osbourne, Kevin Young
- Preparatore atletico: Nick Asay